# Gordon Banks
Gordon Banks (født 30. december 1937, død 11. februar 2019) var en engelsk fodboldmålmand, der var med på det engelske fodboldlandshold, der i 1966 vandt VM i fodbold. 
I sin klubkarriere spillede han bl.a. for de engelske klubber Leicester City og Stoke City, hvor han tilsammen spillede i 14 år. Han sluttede sin karriere i sidste halvdel af 1970'erne, da han spillede et par sæsoner for det amerikanske mandskab Fort Lauderdale Strikers.
Banks fik sin landsholdsdebut i 1963 og nåede at repræsentere England 73 gange, indtil han i 1972 var tvunget til at indstille landsholdskarrieren, da han kørte galt med sin bil, der endte i en grøft. Ulykken medførte, at han mistede synet på det ene øje. Han prøvede at træne sig op til fortsat at være aktiv, men kun på klubplan. I USA formåede Banks at holde sig på toppen til han rundede de 40 år. Han regnes i dag for én af verdens absolut bedste målmænd gennem tiderne og nåede at deltage med stor succes i to slutrunder, VM i fodbold 1966 på hjemmebane og VM i fodbold 1970 i Mexico.